# Вінсько
Вінсько (пол. Wińsko, нім. Winzig) — село в Польщі, у гміні Вінсько Воловського повіту Нижньосілезького воєводства.
Населення — 1766 осіб (2011).

## Демографія
Демографічна структура станом на 31 березня 2011 року:
|          | Загалом | Допрацездатний вік | Працездатний вік | Постпрацездатний вік |
| -------- | ------- | ------------------ | ---------------- | -------------------- |
| Чоловіки | 847     | 167                | 609              | 71                   |
| Жінки    | 919     | 162                | 537              | 220                  |
| Разом    | 1766    | 329                | 1146             | 291                  |